# Klokkeven
Het Klokkeven is een natuurgebied in het noorden van de Antwerpse gemeente Malle.
Het natuurgebied bestaat uit een vennetje waaromheen -vooral in het 3e kwartaal van de 20e eeuw kleiputten werden gevormd ten behoeve van de baksteenindustrie. Nadat de kleiwinning beëindigd werd, ontwikkelde het terrein zich tot natuurgebied. In 1993 werd het beschermd.
Vooral de variatie in begroeiingstypen op een kleine oppervlakte, de aanwezigheid van zuiver water en de ontoegankelijkheid van het terrein hebben voor een rijke vegetatie gezorgd.
Het Klokkeven is niet toegankelijk, maar het is mogelijk om er via een zandweg omheen te lopen.